# Dedo de Dios

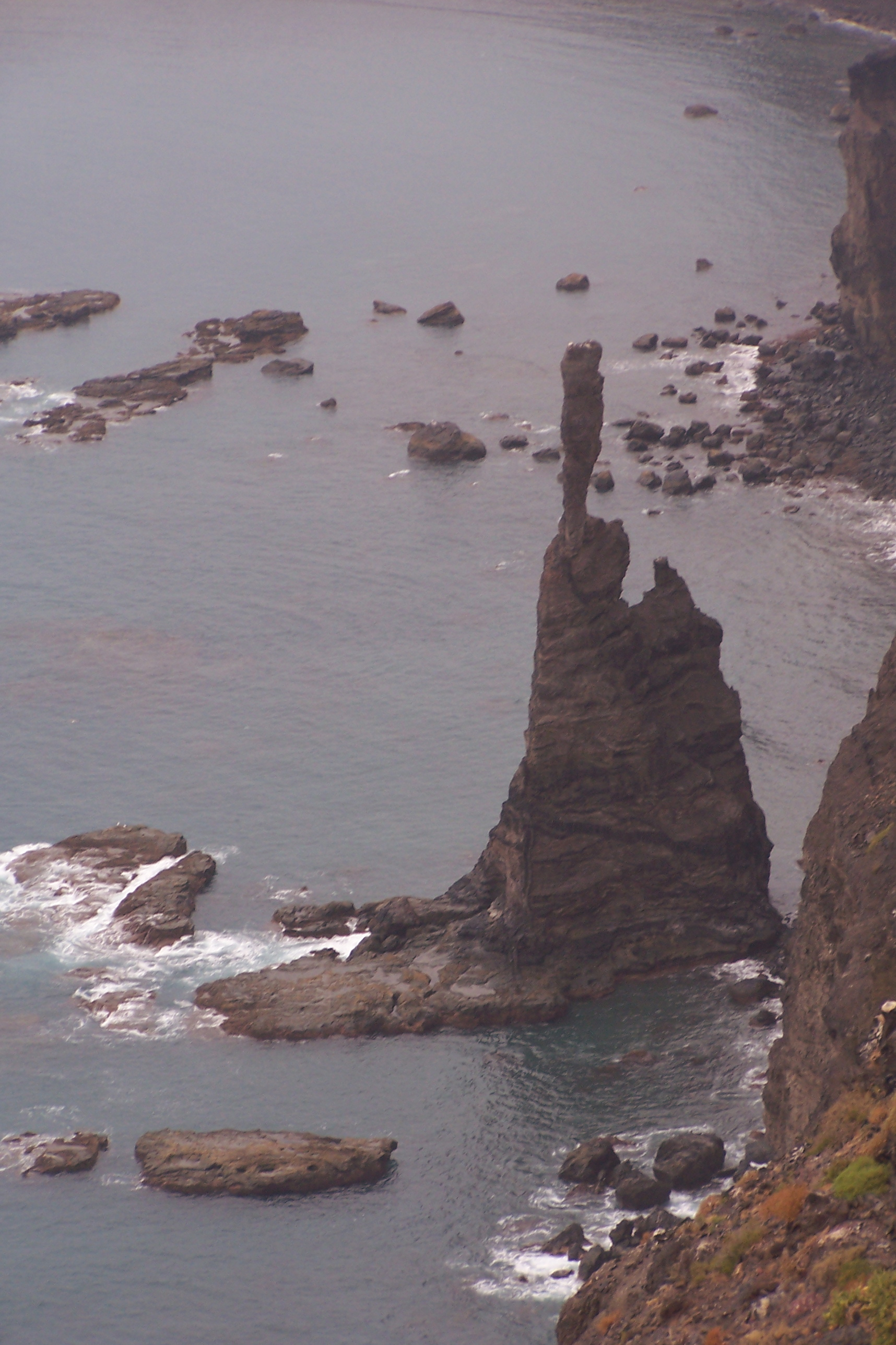
Dedo de Dios

Dedo de Dios ("Guds finger") var en stenspira, monolit, som formats i havet utanför Puerto de las Nieves och byn Agaete, norra Gran Canaria (Spanien). Den såg ut som en hand med ett pekande finger. Den bröts av i den tropiska stormen Delta i november 2005. 
Vindar på upp till 130 km/h bröt av Guds finger, och en symbol för Gran Canaria försvann.
Borgmästaren i Agaete undersökte med hjälp av dykare om det fanns en möjlighet att restaurera fingret, eftersom förutom att det var en symbol även har inspirerat konstnärer och poeter genom tiderna. Myndigheterna lät slutligen naturen ha sin gång och gav upp planerna på en restauration.
Den som myntade namnet Guds finger var författaren Domingo Doreste.